# ذمار علي يهبر
ذمار علي يهبر بن ياسر يهصدق (نحو 100 م - 175م): من أعاظم ملوك سبأ وذو ريدان،وفي زمنه رمم سد مأرب، وهو أحد الملوك الذين سكوا العملة.وأول ظهور لاسم ذمار علي يهبر في نقش مؤرخ بشهر القيظ سنة 247 حميري الموافق 137م.وهو عند قدماء الإخباريون اسمه (ذو المر علي)، ونسب عبيد بن شرية أبياتاً إلى أسعد الكامل يفول فيها:«أن يهبر لم يكن جبان لدى الحرب بل يهبر، ذو المر علي فلا تنسه، وآباؤه فهم المِنْسَر».
في أواسط القرن الثاني الميلادي، سيطر ذمار علي يهبر على العاصمة مأرب، وبذلك عادة الوحدة من جديد بعد إضطربات استمرت عقوداً بعد انقلاب الشرح يحضب الأول على الملك عمدان بين يهقبض. ويحتمل أن ذلك قد حدث نتيجة انحياز قبائل سبأ إلى بني ذو ريدان رغبة منهم في الخلاص من ويلات الحرب التي كانت في عهد الملك سعد شمس أسرع ابن الشرح يحضب، وقبول حكم بني ذي ريدان قد ترتب عليه تخلي الملك سعد شمس أسرع وابنه عن عرش سبأ. وبينما ذمار علي يهبر في مأرب أشرك ابنه ثأران في الحكم، وقاما معاً بترميم سد مأرب، على أثر دمار حل بالسد.وتُظهر لنا أربعة نقوش لزعماء من القبائل السبئية في مأرب وقبائل المرتفعات (إتحاد سمعي، وبكيل) يتعهدون بالولاء للملك ذمار علي يهبر، على سبيل المثال: رب شمس نمران أمير بني بتع -سمعي.يبدو أن ولاء قبائل المرتفعات الشمالية لم يدوم طويلاً، حيث تنقلب تلك القبائل على ملوك بني ريدان، وتنضم إلى وهب إل يحز الذي أعلن أنه ملك سبأ أيضاً.
وفي العام 158 م، قامت الحرب بين الملك ذمار علي يهبر ووهب إل يحز، ويظهر من أحد النصوص أن ذمار علي يهبر وإلى جانبه سعد شمس أسرع في إتحاد سبئي- ريداني شنوا حرباً ضد قبائل المرتفعات وزعيمهم وهب إل يحز بدعم قبيلته ردمان وخولان وقبائل المرتفعات السبئية الارستقراطية "بنو بتع" و"سخيم" وقبائل أخرى.ويشير نقش مؤرخ إلى أن الحرب اندلعت في شهر ذو الثابة سنة 268 حميري الموافق أبريل 158م.وفي العام التالي، نَشبَت الحرب بين ذمار علي يهبر ملك سبأ وذي ريدان وممالك حضرموت وقتبان وفقاً لأحد النقوش المؤرخة بسنة 85 في تقويم ردمان الموافق 159م، ولا يشير النقش إلى حرب ضد ردمان أو أحد قبائل المرتفعات حول صنعاء، ولكن من نصوص سابقة يظهر بوضوح أن ممالك حضرموت وقتبان كانت حليفة لأمير ردمان وهب إل يحز منذ أربعينيات القرن الثاني الميلادي، وربما أن في هذه الفترة كان بينهما حلفاً جديد.هناك نقش آخر قتباني يشير إلى حرباً قادها "نبط يهنعم" آخر ملوك قتبان على أرض حمير وملك سبأ، في إشارة إلى ملك سبأ ذمار علي يهبر الذي بأرض حمير، وإن لم يرد بالنص على اسمه.
وفي نفس العام (159م)، استطاع وهب إل يحز الوصول إلى عرش قصر سلحين، مستغلاً انشغال ذمار علي يهبر في حرب قتبان وحضرموت، ليعلن نفسه رسمياً ملكاً لسبأ من العاصمة مأرب. ولدينا نقش من معبد أوام يذكر أن الملك وهب إل يحز وصل إلى عرش القصر سلحين نتيجة لحروب شنها على الرحبة وحمير قبل عام (أي: العام 158م).هناك نص آخر يشير إلى انتقال وهب إل يحز من قصر همدان إلى قصر سلحين بعد حروبه ضد حمير وقبيلة ذماري فرع قشم، وهي إشارة واضحة إلى الدور الرئيسي الذي لعبته قبيلة همدان في تحالفها مع وهب إل يحز.وفي حوالي العام 160م، انتهت الحرب الشاملة بين ممالك جنوب الجزيرة العربية، بتحكيم زعيم همدان يريم أيمن بين الأطراف المتحاربة ملوك سبأ وذو ريدان وقتبان وحضرموت. وكان نتيجة التحكيم اختفاء مملكتي أوسان وقتبان، وتثبيت حكم "وهب إل يحز" ملكاً لسبأ، وإقرار لقب "ملك سبأ وذي ريدان" لذمار علي يهبر حصراً، وعودة مملكة سبأ يرأسها أمراء قبائل المرتفعات الشمالية.
من المؤكد أن الملك ذمار علي يهبر عاش إلى سنة 160م. مع ذلك، ليس لدينا - حتى الآن - دلائل عن زمن وفاته، وقد قدر كريستيان روبن نهاية حكمه بسنة 175م، ومن المؤكد أن ابنه ثأران يعب يهنعم خلفه على العرش.وقد عثر على تمثال من البرونز لهذا الملك – غاية في الإتقان، وهو يصوره طويل القامة، ممشوق القوام، ممتلئ الساقين بالعضلات، عريض المنكبين، مفتول الساعدين قويهما، يحمل حربة، وله وجه مستدير مفرط الجمال، ورقبة غليظة قوية، بلحية مهذبة وشارب، وشعر معصوب بعصابة، ومعقود عليه بأنشوطة من الخلف. وله عيون لوزية واسعة، وأنف حاد مستقيم، وشفتين رفيعتين بحواف رقيقة. ويوحي التمثال بأن الشيخوخة لم تفلح في تشوية تقاسيم وجه وجسد الملك حتى وهو في منتصف العمر.

### هوامش
1. ↑  نشر الباحث محمد الحاج مع العالم البارز منير عربش النقش الموسوم (al-Ḥadāʾ 2017)، ولكنه نشر منقوصاً - سقط منه التاريخ وكذلك معنى الحدث (Arbach, M., J. Schiettecatte & M. al-Hajj 2021). ولكن يمكننا الآن نشر النقش كامل وهو غاية في الوضوح، ومكتمل التاريخ، وقد جاء فيه الآتي:
  - 1) ḥyrt b-hw ḥyrw Ḏmrʿly Yhbr ḏ
  - 2) Rydn w-s²ʿbn Ḥmyrm w-ʾs²ʿb-hmw b-brṯ
  - 3) Ḍbʾm ḏ-bʾrn Ẓbyn b-ywm s¹bʾw mwfrn
  - 4) ḍrm b-ʿly Whbʾl mlk S¹bʾ w-ḫms¹ w-ʾs²
  - 5) ʿb ʾmlk S¹bʾ b-wrḫn ḏ-ṯbtn ḏ-b-ḫrfn
  - 6) ḏ-l-ṯmnt w-s¹ṯy w-ṯty mʾtn bn ḫrf m
  - 7) bḥḍ bn ʾbḥḍ. نسخة محفوظة 2023-06-25 على موقع واي باك مشين.